# Baureihe E 16
Baureihe E 16 – lokomotywa elektryczna produkowana w latach 1926-1933 dla kolei niemieckich.

## Historia
Po zelektryfikowaniu bawarskich linii kolejowych kolej niemiecka potrzebowała lokomotyw elektrycznych do prowadzenia pociągów pasażerskich. Pierwszą lokomotywę elektryczną wyprodukowano w maju 1926 roku. Wyprodukowanych zostało 21 elektrowozów, które stacjonowały w lokomotywowni w Monachium. Elektrowozy eksploatowane były na górskich liniach kolejowych w Bawarii. Jeden elektrowóz zachowano jako eksponat zabytkowy.